# Partit dels Socialistes de Catalunya

Stimmenanteil der PSC in den Gemeinden bei der Parlamentswahl in Katalonien 2021

Die Partei der Sozialisten Kataloniens (Partit dels Socialistes de Catalunya, kurz PSC, auch PSC-PSOE abgekürzt) ist eine sozialdemokratische Partei in Katalonien. Sie ist als eigenständige Partei verfasst, erfüllt jedoch zugleich die Funktion als regionale Schwesterpartei der sozialdemokratischen Partei PSOE.

## Hintergrund
Die Partei entstand 1978 als Zusammenschluss aus der 1974 von Josep Pallach gegründeten Partit Socialista de Catalunya-Reagrupament, der 1976 gegründeten Partit Socialista de Catalunya-Congrés und dem seit 1880 bestehenden Regionalverband der PSOE, der damit durch den neu entstandenen PSC ersetzt wurde. Führende Funktionsträger des PSC gehören den nationalen Leitungsgremien der PSOE an. Die PSC-Abgeordneten im spanischen Kongress, der ersten Kammer des spanischen Parlaments, sind Mitglieder der PSOE-Fraktion. In der zweiten Kammer, dem Senat, bilden sie jedoch unter dem Namen Entesa Catalana de Progrés, kurz: ENTESA,  (deutsch etwa „Fortschrittliches katalanisches Bündnis“) eine gemeinsame Fraktion mit den Senatoren der katalanischen Linksnationalisten (Esquerra Republicana de Catalunya, ERC), der katalanischen Grünen (Iniciativa per Catalunya Verds, ICV) und der Linkspartei Esquerra Unida i Alternativa (EUA).
Unter Pasqual Maragall wurde die PSC bei den katalanischen Regionalwahlen 1999 erstmals knapp zur meistgewählten Partei in Katalonien (37,7 %, 52 Sitze), stellte aber weniger Abgeordnete als die Regierungspartei Convergència i Unió (CiU) (37,7 %, 56 Sitze), die daraufhin ihre Regierung fortsetzen konnte. Bei den Wahlen am 16. November 2003 büßten die katalanischen Sozialisten zwar Stimmen ein, wurden aber mit 31,2 % (42 Sitze) erneut nach Stimmenanteil stärkste Partei und konnten diesmal eine Drei-Parteien-Koalition mit der ERC und der ICV bilden. Pasqual Maragall wurde zum katalanischen Ministerpräsidenten gewählt. 
Hauptprojekt der folgenden Legislaturperiode war eine umfassende Erweiterung des katalanischen Autonomiestatuts, was zu wiederholten Spannungen zwischen der PSC-geführten katalanischen Regionalregierung und der spanischen PSOE-Regierung unter José Luis Rodríguez Zapatero sowie auch zwischen PSC und ERC innerhalb der katalanischen Drei-Parteien-Koalition führte. Die Ablehnung des reformierten Statuts durch die ERC führte im Mai 2006 zu einer Regierungskrise, in deren Folge die ERC-Mitglieder die Regierung verließen. Pasqual Maragall ließ daraufhin Neuwahlen ausrufen und kündigte an, selbst nicht mehr zum Ministerpräsidenten kandidieren zu wollen. Kandidat wurde stattdessen der Generalsekretär der Partei, José Montilla, der bis dahin Industrieminister im Kabinett Zapatero gewesen war. Bei der Parlamentswahl in Katalonien 2006 mussten die Sozialisten Einbußen hinnehmen und erreichten nur noch 26,8 % (37 Sitze). Dennoch setzte Montilla anschließend die Drei-Parteien-Koalition mit ERC und ICV fort. Die im November 2010 stattfinden Parlamentswahlen haben der Sozialistischen Partei erneut Verluste gebracht. Generalsekretär Montilla stellte daraufhin sein Amt zur Verfügung und wurde im Dezember 2011 von Pere Navarro abgelöst. 
Diesem gelang es nicht den Abwärtstrend aufzuhalten und die PSC musste bei den vorgezogenen Regionalwahlen im November 2012 erneut herbe Verluste hinnehmen. 
Parallel zu der seit dieser Wahl geführten gesellschaftlichen und politischen Diskussionen um eine Eigenstaatlichkeit Kataloniens und eine für den 9. November 2014 geplante "Konsultative Volksbefragung" über eine Sezession Kataloniens von Spanien stritt auch die PSC über ihren innerparteilichen Kurs. Pere Navarro galt hierbei als Verfechter einer stärkeren Föderalisierung Spaniens und lehnte eine Sezession vehement ab. Die innerparteilichen gegensätzlichen Meinungen (und Abweichler im katalanischen Parlament) sowie die im Kontext der gesamtspanischen Reorganisation der PSOE geführten Diskussionen brachten die PSC schließlich an den Rande einer Spaltung. In der Folge vertrat die Partei einen Kurs, der sich gegen die vollständige Unabhängigkeit von Spanien aussprach.
Im Juni 2014 trat Pere Navarro zurück. Miquel Iceta i Llorens übernahm die Geschäfte der Partei als neuer Generalsekretär. 
Bei der Parlamentswahl 2021, nun unter Generalsekretär Salvador Illa, konnte die PSC mit 23 % wieder den ersten Platz erobern, jedoch keinen Koalitionspartner für eine Mehrheit finden. Bei der Parlamentswahl 2024 erreichten sie wieder den ersten Platz (28 %).

## Generalsekretäre der PSC
| Amtszeit  | Generalsekretär        |
| --------- | ---------------------- |
| 1978–1983 | Joan Raventós i Carner |
| 1983–1996 | Raimon Obiols i Germà  |
| 1996–2000 | Narcís Serra i Serra   |
| 2000–2011 | José Montilla Aguilera |
| 2011–2014 | Pere Navarro           |
| 2014–2021 | Miquel Iceta i Llorens |
| seit 2021 | Salvador Illa          |

## Parteivorsitzende der PSC
| Amtszeit  | Parteichef              |
| --------- | ----------------------- |
| 1983–1996 | Joan Raventós i Carner  |
| 1996–2000 | Raimon Obiols i Germà   |
| 2000–2007 | Pasqual Maragall i Mira |
| 2007–2008 | José Montilla Aguilera  |
| 2008–2011 | Isidre Molas i Batllori |
| 2011–2014 | vakant                  |
| 2014–2019 | Àngel Ros i Domingo     |
| 2019–2021 | Núria Marín             |
| seit 2021 | Miquel Iceta            |